# NGC 145
NGC 145, aussi désignée Arp 19, est une petite galaxie spirale barrée magellanique située dans la constellation de la Baleine. NGC 145 a été découverte par l'astronome John Herschel en 1828.

## Caractéristiques
Sa vitesse par rapport au fond diffus cosmologique est de  Sa vitesse par rapport au fond diffus cosmologique est de 3 791 ± 24 km/s, ce qui correspond à une distance de Hubble de 55,9 ± 3,9 Mpc (∼182 millions d'al).
La classe de luminosité de NGC 145 est IV-V et elle présente une large raie HI.
Selon la base de données Simbad, NGC 145 est une galaxie en interaction.
À ce jour, sept mesures non basées sur le décalage vers le rouge (redshift) donnent une distance de 15,300 ± 1,567 Mpc (∼49,9 millions d'al), ce qui est totalement incohérent avec les valeurs de la distance de Hubble. Notons que c'est avec la valeur moyenne des mesures indépendantes, lorsqu'elles existent, que la base de données NASA/IPAC calcule le diamètre d'une galaxie et qu'en conséquence le diamètre de NGC 145 pourrait être d'environ 30,3 kpc (∼98 800 al) si on utilisait la distance de Hubble pour le calculer.

## Morphologie
NGC 145 est surtout connue pour avoir trois bras spiraux.